# Aeroportul Municipal Fremont
Aeroportul Municipal Fremont (IATA: FET, ICAO: KFET, FAA LID: FET) este un aeroport din Nebraska, Statele Unite ale Americii ce deservește zona Fremont⁠(d). Aeroportul a fost tranzitat în 2019 de 6 pasageri. A fost numit după zona deservită.
Situat la o altitudine de 367 m, aeroportul dispune de 1 pistă.

## Infrastructură

### Piste
Aeroportul dispune de o singură pistă. Pista 14/32 are suprafața de beton și dimensiunile 6.353 picioare × 100 picioare. 